# Mike Pratt
Michael John Pratt (7. června 1931 Londýn – 10. července 1976 Midhurst, Anglie) byl anglický herec, hudebník, skladatel písní a scenárista, známý především různými postavami v seriálech a filmech pro britskou televizi v 60. a 70. letech 20. století. Asi nejznámější je jeho titulní role Jeffa Randalla z kultovního „duchařského“ krimi seriálu Randall a Hopkirk. Tento seriál mohli vidět i českoslovenští a posléze čeští diváci, poprvé byl vysílán v Československé televizi již na přelomu let 1970–1971, krátce po britské premiéře, jako jeden z prvních „západních“ seriálů.

## Život a kariéra

### Počátky a hudební kariéra
V počátcích kariéry Mike Pratt pracoval v reklamním průmyslu, současně přitom příležitostně bral menší herecké role. V polovině 50. let opustil práci v reklamě a se třemi přáteli (jedním z nich byl Lionel Bart: později známý spisovatel a skladatel populární hudby a muzikálů) cestoval po celé Evropě ve starém vozidle londýnské taxislužby.
Po návratu do Anglie si začal vydělávat jako hudebník v londýnském klubu (žánry jazz a skiffle). Byl také uznávaný kytarista a pianista, v 50. letech jamoval se skupinou The Vipers Skiffle Group v Londýně v klubu The 2i's Coffee Bar společně se svým přítelem Tommy Steelem. Jamoval také s dalšími hudebníky včetně některých členů skupiny The Shadows.
Jako úspěšný skladatel písní Michael Pratt spolupracoval s Lionelem Bartem a Tommy Steelem na mnoha hitech, které Tommy Steele nazpíval na konci 50. let a na počátku 60. let. Aby Steelovi umožnili začít natáčet, v jednom období Steele, Bart a Pratt napsali 12 písní za 7 dní. Společná skladba Michaela Pratta a Tommyho Steela A Handful of Songs se nejprve v roce 1957 stala hitem v hudebním repertoáru Tommyho Steela. Později (v 70. letech) se skladba na dlouhou dobu stala znělkou stejnojmenného dětského programu na Granada Televison (nyní ITV Television, regionální televize vysílající pro část Anglie a pro Ostrov Man).
Podíleli se také na písni Rock with the Caveman. Bart a Pratt dále v roce 1957 společně získali ocenění Ivor Novello Awards za nejlepší hudbu a text (písnička Little White Bull). Mike Pratt později získal další Ivor Novello Awards za již zmíněnou písničku Handful of Songs. V roce 1961 Mike Pratt napsal hudbu i text pro divadelní hru (komedii s historickým námětem) The Big Client, kterou nastudovala divadelní společnost Bristol Old Vic, hrála se od 28. listopadu 1961. Napsal také titulní píseň pro filmovou komedii Double Bunk z roku 1961, ve které mladý pár řeší problém bydlení tím, že si pronajme hausbót (režie Cyril Montague Pennington-Richards).

### Herecká kariéra
Mike Pratt mezi roky 1965 a 1967 účinkoval v řadě her. Od 25. května 1966 hrál v Aldwych Theatre (divadlo ve West Endu) ve hře Tango, kterou napsali Slawomir Mrozek, Patience Collier, Peter Jeffrey, Ursula Mohan a Dudley Sutton, režie Trevor Nunn.
Nejznámější je jeho titulní role Jeffa Randalla v seriálu Randall a Hopkirk. Dvacetišestidilný „duchařský“ krimi seriál se silnými komediálními prvky natočila v letech 1968–1969 společnost ITC Entertainment pro televizi ATV. Mike Pratt navíc napsal scénář epizody A Disturbing Case (česky Těžký případ). Druhou titulní roli Martyho Hopkirka (také soukromého detektiva a přítele Jeffa Randalla, který je ale hned v prvním dílu zavražděn a dále v seriálu vystupuje jako duch) hrál Kenneth Cope, jeho manželku a hlavní ženskou postavu hrála australská herečka Annette Andreová.
V dalších dílech je Hopkirkův duch stále nablízku (často i proti Randallově vůli), jeho nové schopnosti pomáhají řešit řadu různorodých případů, i takových, na které by Randall za normálních okolností nestačil. Současně tím pomáhá v nových těžkých podmínkách udržet chod detektivní kanceláře, ale i když společně vyřeší řadu pozoruhodných případů, o slíbenou odměnu často z různých důvodů přijdou. Jeannie ovšem o existenci ducha nemá ani ponětí (vidí a slyší ho jen Randall), proto často nechápe Randallovo chování nebo jeho „nové schopnosti“, někdy jen pochybuje o jeho duševním zdraví, když ho opakovaně přistihne při domnělé samomluvě.
Seriál byl natočený podle námětu Dennise Spoonera a v produkci Montyho Bermana v letech 1968–1969. Ve Spojeném království se vysílal v letech 1969–1970, v Československé televizi se poprvé (ale ne celý) vysílal od prosince 1970 do února 1971. Český dabing hlavních postav (18 dílů, i když dlouho bylo odvysíláno jen 17 dílů) namluvili František Němec (Jeff Randall), Václav Postránecký (Marty Hopkirk) a Jorga Kotrbová (Jeannie Hopkirková).
Objevil se také v jedné nebo několika epizodách řady dalších televizních seriálů, např. v No Hiding Place (krimi seriál), The Saint (mysteriózní špionážní thriller), Gideon's Way (krimi seriál podle několika románů, které napsal John Creasey, Z-Cars (krimi seriál zaměřující se na práci policie „v terénu“) , Danger Man (s hlavní postavou tajného agenta), Out of the Unknown (sci-fi seriál, který vysílala BBC), Redcap, The Baron (opět podle románů John Creaseyho), Man in a Suitcase (hlavní postavou je soukromý detektiv), The Champions (kombinace špionážního thrilleru, sci-fi a dalších žánrů), Callan, UFO (epizoda „The Psychobombs“), The Expert (s hlavní postavou forenzního patologa, seriál BBC), Hadleigh, Jason King, Arthur of the Britons (historický seriál), Softly, Softly: Taskforce (seriál vysílaný BBC), Crown Court (odehrávající se hlavně v soudní síni), Father Brown (seriál založený na románech Gilberta Keitha Chestertona), Oil Strike North (seriál odehrávající se ropných vrtných zařízení v Severním moři) a The Adventures of Black Beauty (dobrodružný rodinný seriál). Naposledy v televizi hrál roli pilota Dona Stacyho v drama seriálu The Brothers, který vysílala BBC.
Mezi jeho filmové role patří This Is My Street (1964), The Party's Over (1965), Repulsion (1965, režie a podíl na scénáři Roman Polański), Robbery (1967, režie Peter Yates, volně podle skutečné události: Velká vlaková loupež), A Dandy in Aspic (1968, režie Anthony Mann a Laurence Harvey), The Fixer (drama podle stejnojmenného, částečně autobiografického románu, 1968), Goodbye Gemini (psychologický horror, 1970), Sitting Target (krimi, 1972), Assassin (thriller, režie Peter Crane, 1973), The Vault of Horror (1973). Posledním byl rodinný film z roku 1974 Swallows and Amazons podle stejnojmenného románu Arthura Ransome, který se promítal také v Československu pod (stejným) názvem Vlaštovky a Amazonky.
Od roku 1966 byl členem Royal Shakespeare Company a od tohoto roku do počátku 70. let sehrál v divadle celou řadu různorodých rolí.

## Osobní život a úmrtí
Mike Pratt měl dvě děti. Jeho syn Guy Pratt (narozen 3. ledna 1962 v Londýně) je britský baskytarista, skladatel a herec. Jako kytarista je asi nejvíce známý vystoupeními se skupinou Pink Floyd (od roku 1987, kdy si ho skupina vybrala jako náhradu za původního baskytaristu Rogera Waterse). Se skupinou absolvoval turné v letech 1987–1990, podílel se i na studiové desce The Division Bell (1994) a navazujícím turné. Oceňovaný je i jeho podíl na sólové desce Davida Gilmoura On an  Island z roku 2006 a hrál i na turné k tomuto albu. V roce 2015 se podílel také na jeho albu a turné Rattle That Lock. Od roku 2018 spolupracuje rovněž s bubeníkem Nickem Masonem, se kterým hraje ve skupině Nick Mason's Saucerful of Secrets. Účinkoval ještě s mnoha dalšími známými zpěváky a skupinami, např. Echo & the Bunnymen, The Smiths, Tears for Fears, Lemon Jelly, The Orb, Icehouse, Madonna, Robbie Robertson, Roxy Music, Michael Jackson, Gary Moore, Allah Rakha Rahman, Coverdale and Page, David Bowie a další. Guy Pratt účinkoval také jeho herec, podílel se na různých televizních pořadech a natáčení filmových soundtracků.
Mike Pratt zemřel 10. července 1976 na rakovinu plic v městečku Midhurst, hrabství Sussex na jihu Anglie. V srpnu téhož roku se na jeho památku a počest konalo vystoupení v Aldwych Theatre (divadlo ve West Endu, ve kterém 3 roky hrál). Mimo jiné zde vystoupili držitelka dvou Oscarů Glenda Jacksonová, Kenneth Haigh a John Le Mesurier. Kenneth Cope, jeho filmový kolega ze seriálu Randall a Hopkirk, ve svém vystoupení mimo jiné řekl, že jeho odchod znamená velkou ztrátu jak pro filmový průmysl, tak osobní ztrátu přítele.